# Seqenenre Tao
Seqenenre Tao (hay Seqenera Djehuty-aa, Sekenenra Taa hoặc The Brave) là vị pharaon cai trị cuối cùng của vương quốc địa phương thuộc Vương quốc Thebes, Ai Cập, trong Vương triều XVII trong Thời kỳ Chuyển tiếp thứ Hai của Ai Cập. Ông có lẽ là con trai và là người kế nhiệm của Senakhtenre Ahmose và hoàng hậu Tetisheri. Trong thời gian mà ông cai trị không ổn định, ông có thể đã tăng sức mạnh quân đội trong thập kỷ kết thúc vào năm 1560 TCN hoặc trong năm 1558 TCN. Với hoàng hậu của mình, Ahhotep I, Seqenenre Tao là cha của pharaon Kamose và người kế nhiệm ông, ngay lập tức đã được pharaon cuối cùng của Vương triều XVII và vua Ahmose I, sau khi cùng với mẹ mình là pharaon đầu tiên của Vương triều thứ Mười tám. Seqenenre Tao được ghi nhận với việc bắt đầu di chuyển và mở ra một cuộc chiến tranh chống lại người Hyksos, giải phóng Vương quốc, kết thúc bởi con trai của ông, Ahmose.

## Trị vì

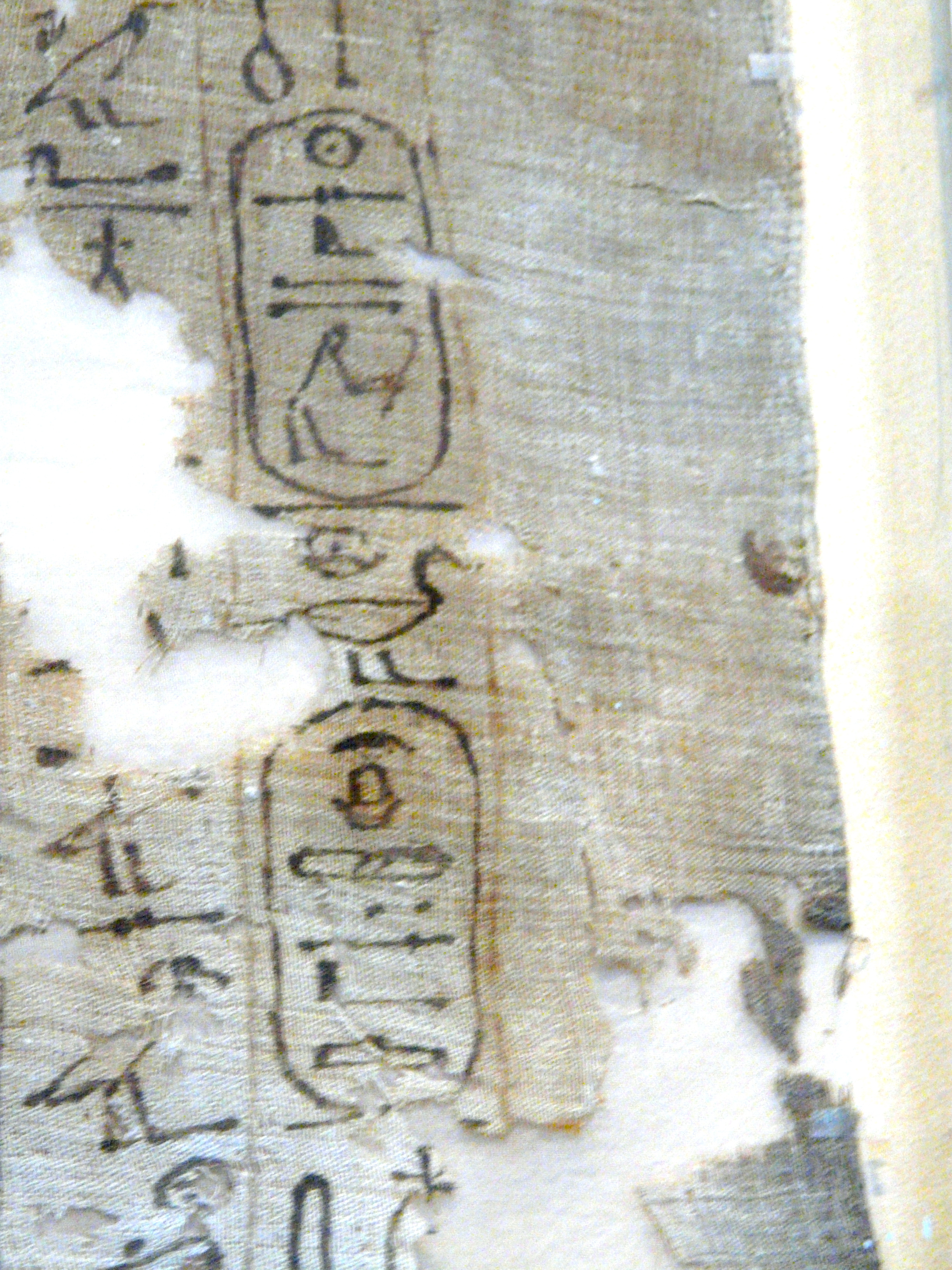
Khăn liệm người chết của Công chúa Ahmose có đề cập đến Seqenenre Tao

Ông lên ngôi kế vị vua cha Senakhtenre Ahmose khoảng năm 1560 TCN. Ông đã tiến hành các hoạt động tiếp xúc với thủ lĩnh quân Hyksos ở phía bắc Apepi. Ông gửi sứ giả sang vương quốc Hyksos để cống nạp hà mã và một loạt các vật cống nạp khác, chịu các lời lăng mạ sỉ nhục từ giặc Hyksos. Ông dường như đã tổ chức các chiến dịch quân sự chống lại kẻ địch Hyksos, và ông đã chiến đầu cho đến khi tử trận tại chiến trường vào năm 1558 TCN (xác ướp hiện lưu ở Bảo tàng Cairo). Con trai ông, Kamose được sự hỗ trợ từ mẹ của mình đã tiến hành đánh quân Hyksos (ông cũng bỏ mạng ở chiến trường). Chiến tranh kết thúc khi em trai ông, Ahmose đánh bại quân địch và thống nhất toàn bộ lãnh thổ của Ai Cập cổ đại.

## Xây dựng đền đài và xác ướp

### Đền đài
Thời gian cai trị của ông quá ngắn nên không cho phép ông xây dựng nhiều tượng và đền đài, nhưng có thể ông đã xây dựng một cung điện mới bằng gạch bùn tại Deir el-Ballas. Trên một sườn đồi liền kề nhìn ra sông, nền móng của một tòa nhà đã được tìm thấy rằng gần như chắc chắn đây là một trạm quan sát quân sự.
Thật thú vị khi một số lượng tương đối lớn các đồ gốm được gọi là kerma-ware đã được tìm thấy tại hiện trường, chỉ ra rằng một số lượng lớn người Kerma Nubia là cư dân thuộc sự cai trị bởi vị vua này. Có thể người Nubia là đồng minh của các pharaon trong cuộc chiến tranh của mình chống lại Hyksos.

### Xác ướp
Ông được chôn cất chung với thi hài của các pharaon tiếp sau, Ahmose I (con trai thứ hai của ông là pharaon), Amenhotep I, Thutmose I,Thutmose II, Thutmose III, Ramesses I, Seti I, Ramesses II, và Ramesses IX; trong khu vực Deir el-Bahri, được phát hiện năm 1881.
Xác ướp được khai quật bởi Gaston Maspero vào tháng 9/1886, tiết lộ một phần về cái chết của ông:

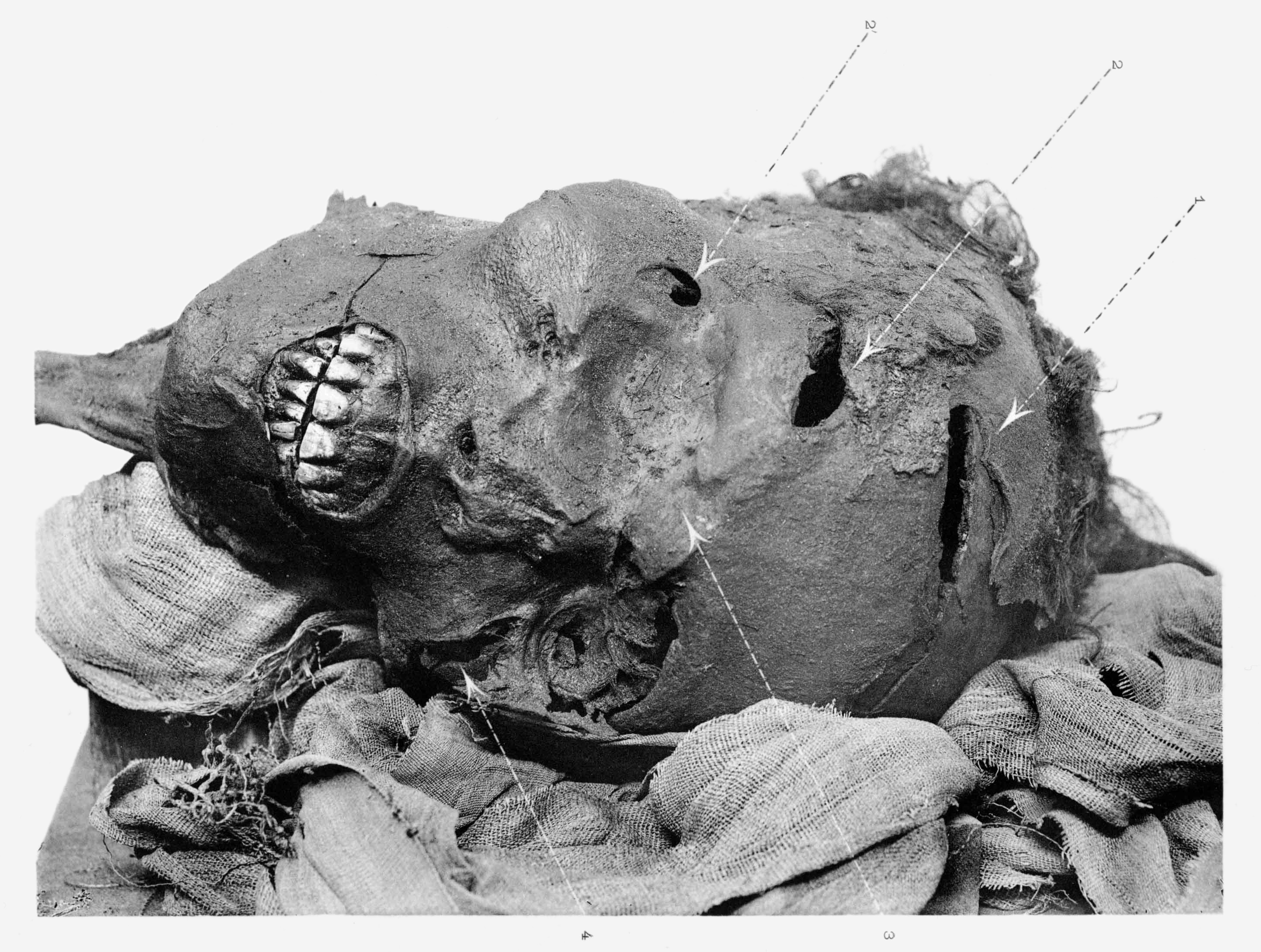
Đầu xác ướp của Sequenre Tao vào lúc được khai quật

"... nó không biết liệu anh ta rơi trên chiến trường hoặc là nạn nhân của một số âm mưu; sự xuất hiện của các xác ướp của ông chứng minh rằng ông đã chết một cái chết bạo lực khi khoảng năm mươi tuổi. Hai hoặc ba người đàn ông, cho dù những kẻ ám sát hay binh sĩ, phải đã bao vây và phái ông trước khi giúp đỡ đã có sẵn. Một cú đánh từ một cái rìu phải đã cắt đứt một phần của má trái của mình, tiếp xúc với răng, gãy xương hàm, và gửi cho ông ta vô nghĩa với mặt đất; đòn khác phải đã bị thương nặng trong hộp sọ, và một con dao găm hay javelin đã cắt mở trán phía bên phải, một ít ở trên mắt. Cơ thể của mình phải vẫn nằm nơi nó giảm cho một số thời gian: khi tìm thấy, phân hủy đã thiết lập trong, và ướp xác đã được thực hiện vội vàng là tốt nhất nó có thể."
Đoạn ghi chép của Maspero cho phép chúng ta đoán định phần nào về cái chết của ông. Vết thương trên trán của ông có thể được gây ra bởi một cái rìu của quân Hyksos, vết thương trên cổ cho thấy ông bị một con dao găm đâm phải. Vào năm 2009, người đề ra một giả thuyết cho rằng ông bị giết (ám sát) khi đang ngủ, nhà Ai Cập học Garry Shaw cho rằng nhà vua này đã bị kẻ địch bắt, giết theo nghi lễ hiến tế thần linh của người Hyksos.
Xác ướp của ông được làm và chôn cất một cách vội vã. Kết quả chụp X-quang năm 1960 cho thấy rằng không có nỗ lực đã được thực hiện để loại bỏ não hoặc để thêm đá lanh bên trong hộp sọ hoặc mắt; điều đó khiến hai nhà pháp y học là James E. Harris và Kent Weeks cho rằng, đây là xác ướp tồi tệ nhất còn được bảo tồn của tất cả các xác ướp hoàng gia tại Bảo tàng Ai Cập, và họ ghi nhận rằng một "mùi hôi, mùi dầu tràn ngập căn phòng thời điểm này trong trường hợp người ta mở cửa trưng bày xác ướp của ông", mà có thể do quá trình ướp xác người ta thấy có sự vắng mặt của việc sử dụng muối natron, để lại một số chất dịch cơ thể trong các xác ướp tại thời điểm chôn cất.
Hiện nay, xác ướp được bảo quản khá tốt và đã được tân trang lại vào năm 2006, ở Bảo tàng Cairo, Ai Cập.